# Neon lo Sconosciuto
Neon lo Sconosciuto, il cui vero nome è Tom Corbet, è un supereroe immaginario della Golden Age dei fumetti creato da Jerry Iger per la Quality Comics. Neon comparve per la prima volta in una storia disegnata e dipinta da Lou Fine in Hit Comics n. 1 e fu il protagonista di una copertina della stessa serie. Le sue storie andarono dal n. 1 al n. 17.
Come molti personaggi della Quality, fu più tardi acquisito dalla DC Comics quando la Quality cessò le sue operazioni.

## Biografia del personaggio
Tom Corbet era un membro della Legione Straniera. Mentre inseguiva un nemico attraverso il deserto, la sua intera unità morì per disidratazione. Di sicuro avrebbe sofferto lo stesso fato, se non avesse trovato la magica oasi all'ultimo secondo. Corbet ne bevve l'acqua splendente e fu trasformato in Neon lo Sconosciuto, con l'abilità di volare e di sparare energia dalle mani.
Il 7 dicembre 1941, Neon fu reclutato da Zio Sam per divenire un membro dei Combattenti per la Libertà, insieme ad altri numerosi eroi della Quality, per difendere Pearl Harbor dall'attacco dei giapponesi. Zio Sam, Miss America, Hourman, Invisible Hood, Magno, Red Torpedo e Neon lo Sconosciuto combatterono valorosamente, ma tutti, tranne Zio Sam, rimasero uccisi.
Nella miniserie del 2008 Uncle Sam and the Freedom Fighters, fu rivelato che Neon era vivo ed era vissuto alla magica oasi (infatti, Magno fu l'unico che fu visto morire durante la difesa di Pearl Harbor).

### Il nuovo Neon
Chiamato durante una grave crisi che colpì la nuova formazione dei Combattenti per la Libertà, Tom Corbet si confrontò con Langford Terrill, il nuovo Raggio. Ora trasformato in una nuova versione più splendente, ma più distaccata dalla sua umanità, Corbet rifiutò il suo aiuto, ma lasciò che Terrill si dissetasse nella sua magica oasi. In aggiunta ai suoi poteri basati sulla luce di base dall'energia di Neon, Langford Terrill aveva adesso gli stessi poteri di Neon lo Sconosciuto.